# Наставники (роман Сноу)
«Наставники» (англ. The Masters) — роман английского писателя Чарльза Перси Сноу, написанный вчерне к 1945 году и опубликованный в 1951 году (издательство Macmillan Publishers) и входящий в цикл романов «Чужие и братья», над которым писатель работал с 1940 по 1970 гг. Это четвёртая по времени написания из одиннадцати книг серии. Роман посвящён памяти математика Г. Х. Харди.
Действие романа происходит в 1937 году, когда главный герой-рассказчик всего цикла, Льюис Элиот, попадает в качестве молодого преподавателя в один из колледжей Кембриджского университета (колледж никак не назван, но в нём угадывается Колледж Христа, в котором преподавал сам Сноу). Ректор колледжа Вернон Ройс тяжело болен в начале романа и вскоре умирает. Между профессорами разворачивается борьба за ректорский пост, в которой играют роль как психологические факторы, так и политический контекст: действие романа происходит в 1937 году, и симпатии того или иного кандидата к коммунистической России или нацистской Германии не оставляют коллег равнодушными. Роман заканчивается выборами ректора, на которых, несмотря на вызывающие кое у кого опаску левые симпатии, побеждает Томас Кроуфорд, представитель естественных наук и прагматичного подхода к академической действительности, — в этом отражается важный для университетской жизни середины XX века поворот от общегуманитарного образования к естественнонаучному и техническому. Тем не менее, в критике нередко встречается мнение о романе Сноу как о «благоговейном, идиллическом и утопическом», рассматривающем замкнутый мир академических учёных в качестве идеализированного прошлого.
В композиции «Чужих и братьев», построенной на контрасте между моноцентрическими романами (с одним главным героем) и полицентрическими романами (описывающими определённую группу лиц), «Наставники» тяготеют ко второму полюсу.
Роман многократно инсценировался в Великобритании начиная с 1963 года, становился основой для теле- и радиосериалов. Книга опубликована в переводе на разные языки, в том числе немецкий (1952, перевод Г. Гойерта) и русский (1981, перевод А. Кистяковского).